# Frövi–Ludvika Järnväg

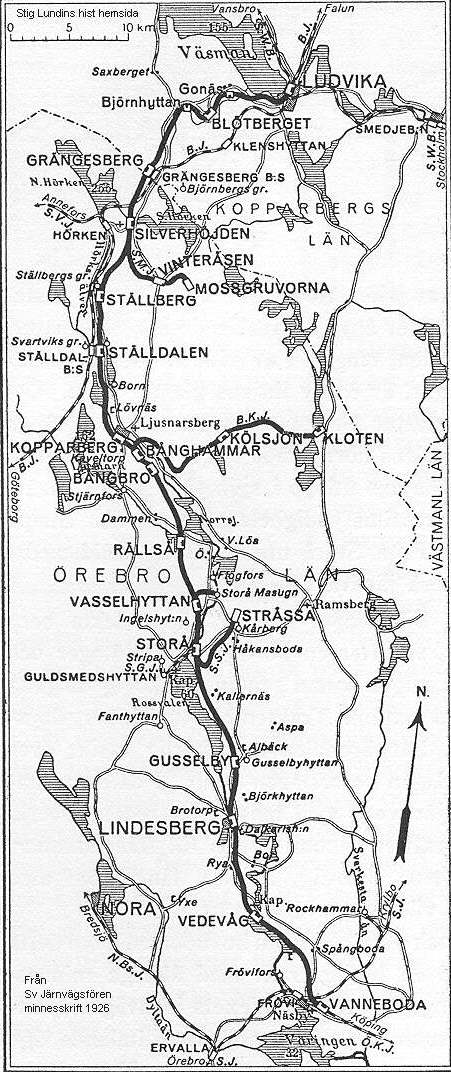
Linjen Ludvika–Frövi (1926)

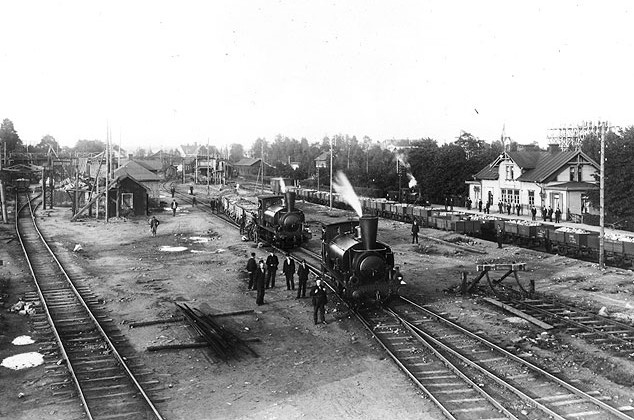
Grängesbergs stationsområde (1903)

Frövi–Ludvika Järnväg (FLJ) var ett enskilt järnvägsbolag som öppnade sin trafik år 1873. Sträckan anlades mellan Frövi och Ludvika och drogs via Lindesberg–Kopparberg och Grängesberg. Initiativtagare och ägare var det brittiska bolaget The Swedish Central Railway Co. Ltd. Järnvägen kallades ”Svenska Centralbanan”, men i de trakter där järnvägen gick fram, hette den ”Swedish Central Railway”. Detta namn bibehölls till år 1875, då det förändrades till Frövi–Ludvika järnväg. År 1900 utarrenderades järnvägen på 50 år till Trafik AB Grängesberg-Oxelösund (TGO) och 1925 upplöstes Swedish Central Railway Company genom likvidation. Sträckan har en längd av 98 kilometer och trafikeras idag huvudsakligen av Tåg i Bergslagen.

## Historik

### Tidigare ansökan
Redan år 1865  bildades ett bolag med namn ”Svenska Centraljärnvägsaktiebolaget” vars ändamål var att bygga en järnväg mellan Frövi och Falun med utgrening till sjön Siljan. För att göra propaganda för det planerade projektet och värva finansierar beslöt man att delta med en utställning på Stockholmsutställningen 1866. Utställningen blev visserligen uppmärksammad, men resultaten uteblev. Även en ansökan om stadsunderstöd år 1869 avslogs. Projektet fick läggas ner på grund av att finansieringen inte kunde lösas.

### Koncessionen
På hösten 1869 inlämnade Swedish Central Railway Company en ansökan om koncession för en järnvägsförbindelse Frövi–Grängesberg–Ludvika med en framtida förlängning mot norr, dels till Falun, dels till lämplig plats i närheten av sjön Siljan. Den 22 september beviljade kung Karl XV koncession. Järnvägen skulle öppnas för trafik senast den 1 oktober 1873. Swedish Central Railway Company. var grundat på aktier till ett belopp av 165 000 pund och lydande under engelsk lag. Trots en del tvivel i det utländska bolagets kapacitet igångsattes och utfördes järnvägsarbetena i det närmaste efter den uppgjorda tidplanen.

### Bygget
För järnvägens byggande anställdes ingenjören Walmsly Stanley från England. Han anlände till Sverige hösten 1869 och hade även med sig ett antal ingenjörer från sitt hemland. All materiel utom sliprar hämtades från England, och under vintern 1871 kom fyra lokomotiv och ett fyrtiotal lastvagnar, vilka användes för ballastbyggnaden.  Den 16 november 1871 öppnade bandelen Frövi–Lindesberg och redan ett år senare öppnades banan för gods- och persontrafik till Nya Kopparberg. 
På hösten 1873 kunde provisorisk trafik ordnas till Ludvika och sedan sträckan Grängesberg–Ludvika blivit besiktigad, öppnades även denna del för persontrafik i slutet av september 1874. Den slutliga avsyningen av banan ägde rum den 2 oktober 1874. Förlängningen till Falun utfördes dock inte av The Swedish Central Railway Co. Ltd. som inlämnade en koncessionsansökan 1871, utan av Bergslagsbanan som hann före.

### Järnvägens vidare öde
År 1879 fick Frövi–Ludvikabanan en ny chef, den tidigare maskiningenjören John Johnson. Han förstod betydelsen av samarbete mellan järnvägen och gruvföretagen, bland dem Blötberget, och ordnade lämpliga spår och lastningsanordningar samt tillhandahöll rullande materiel. År 1900 utarrenderades järnvägen på 50 år med all fast och rullande materiel till Trafik AB Grängesberg-Oxelösund (TGO) mot en arrendesumma av 33 500 pund per år. Efter att TGO hade övertagit ansvaret för sträckan genomfördes en rad moderniseringar och The Swedish Central Railway Co. Ltd. upphörde att driva järnvägsrörelse i Sverige. Bolaget kvarstod till 1925, då det trädde i likvidation.
Sträckan mellan Grängesberg och Ludvika med stationshus i Björnhyttan, Blötberget och Gonäs lades ner 1981 och har ersatts av en asfalterad gång- och cykelväg som sträcker sig hela vägen från Ludvika till Grängesberg.

## Stationer (urval)

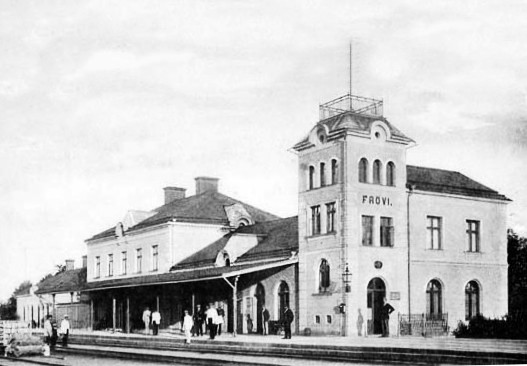
Frövi station
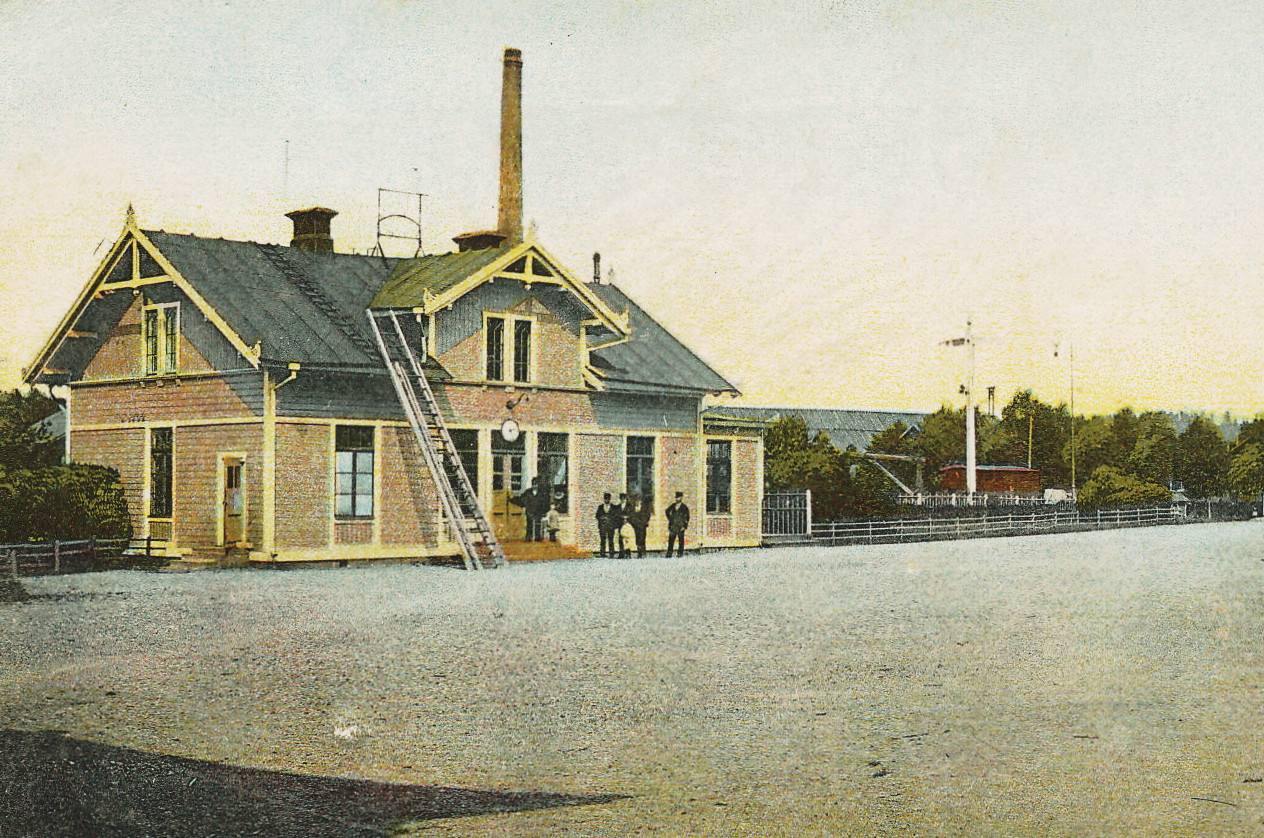
Kopparbergs station
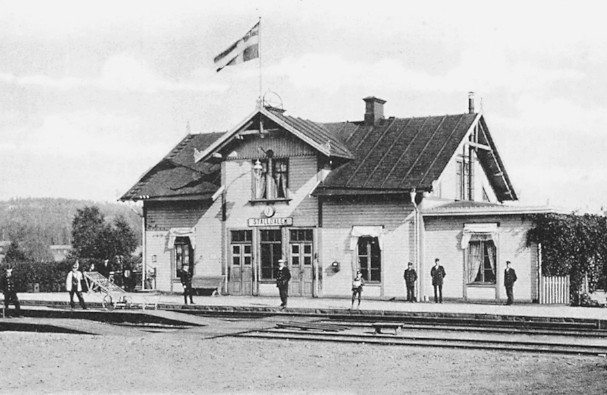
Ställdalens station
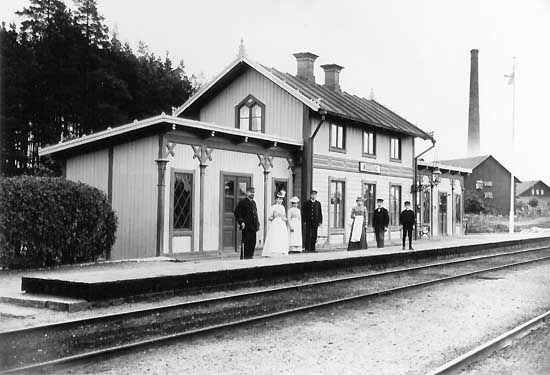
Wedevågs station
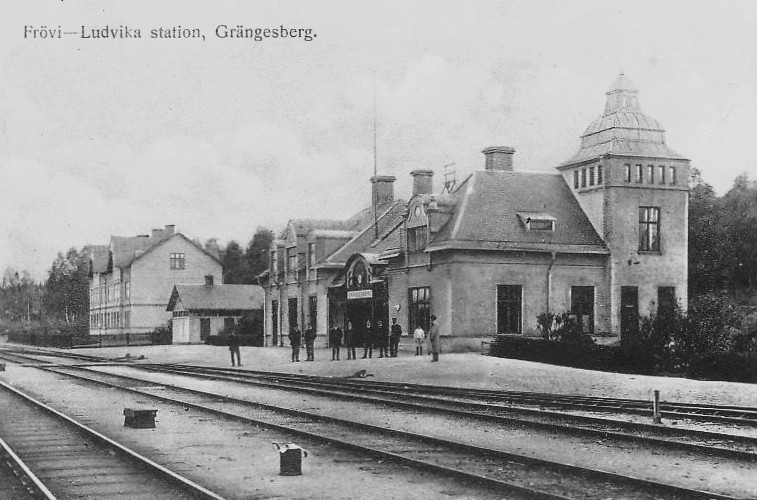
Grängesbergs station
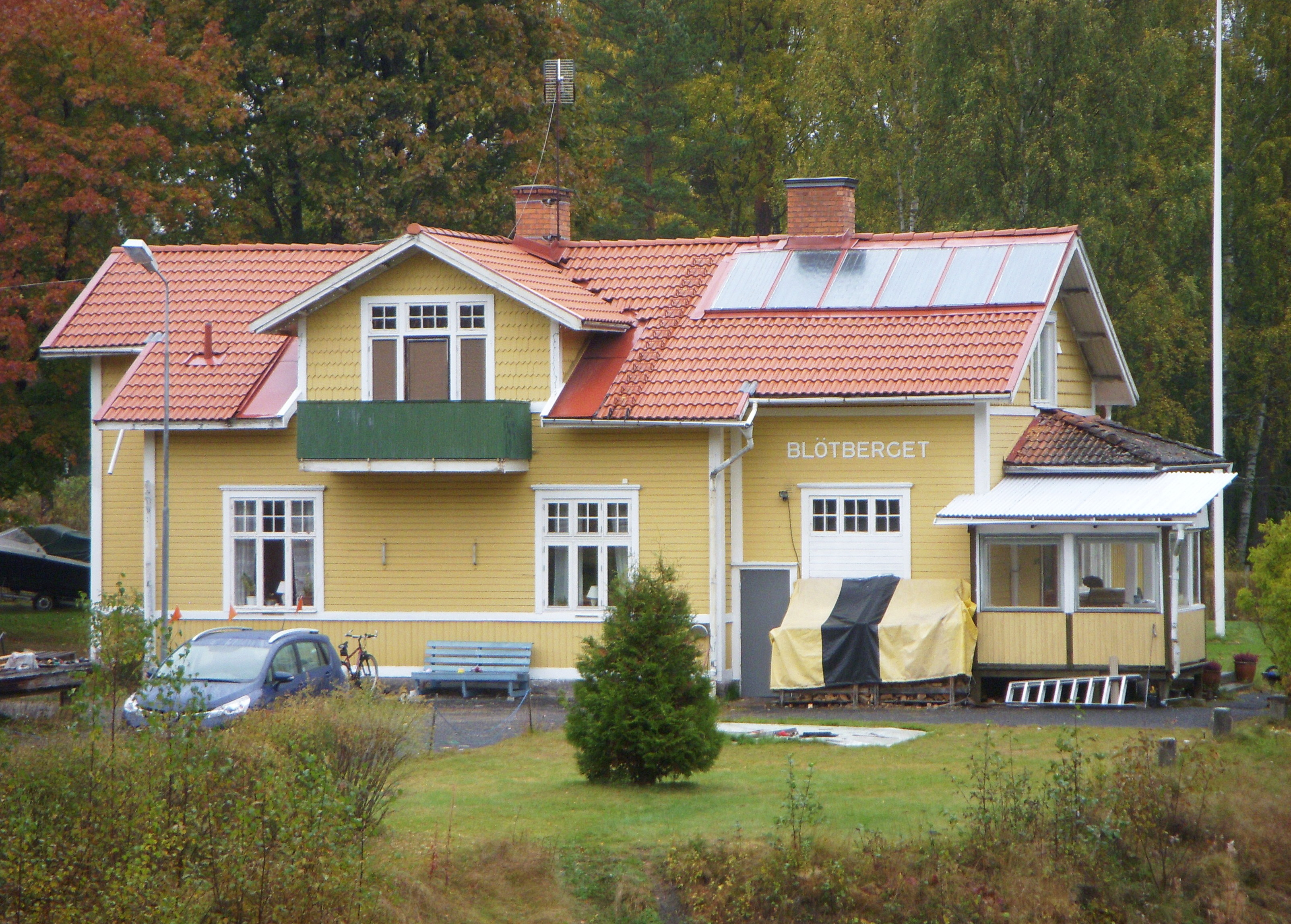
Blötbergets stationshus 2013
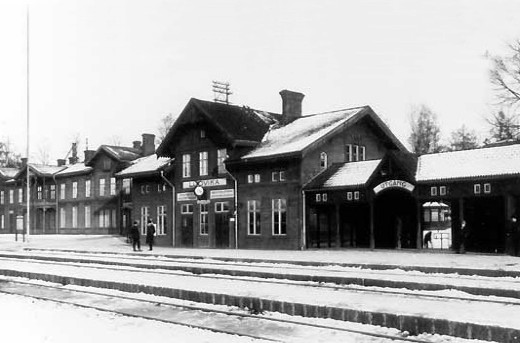
Ludvika station
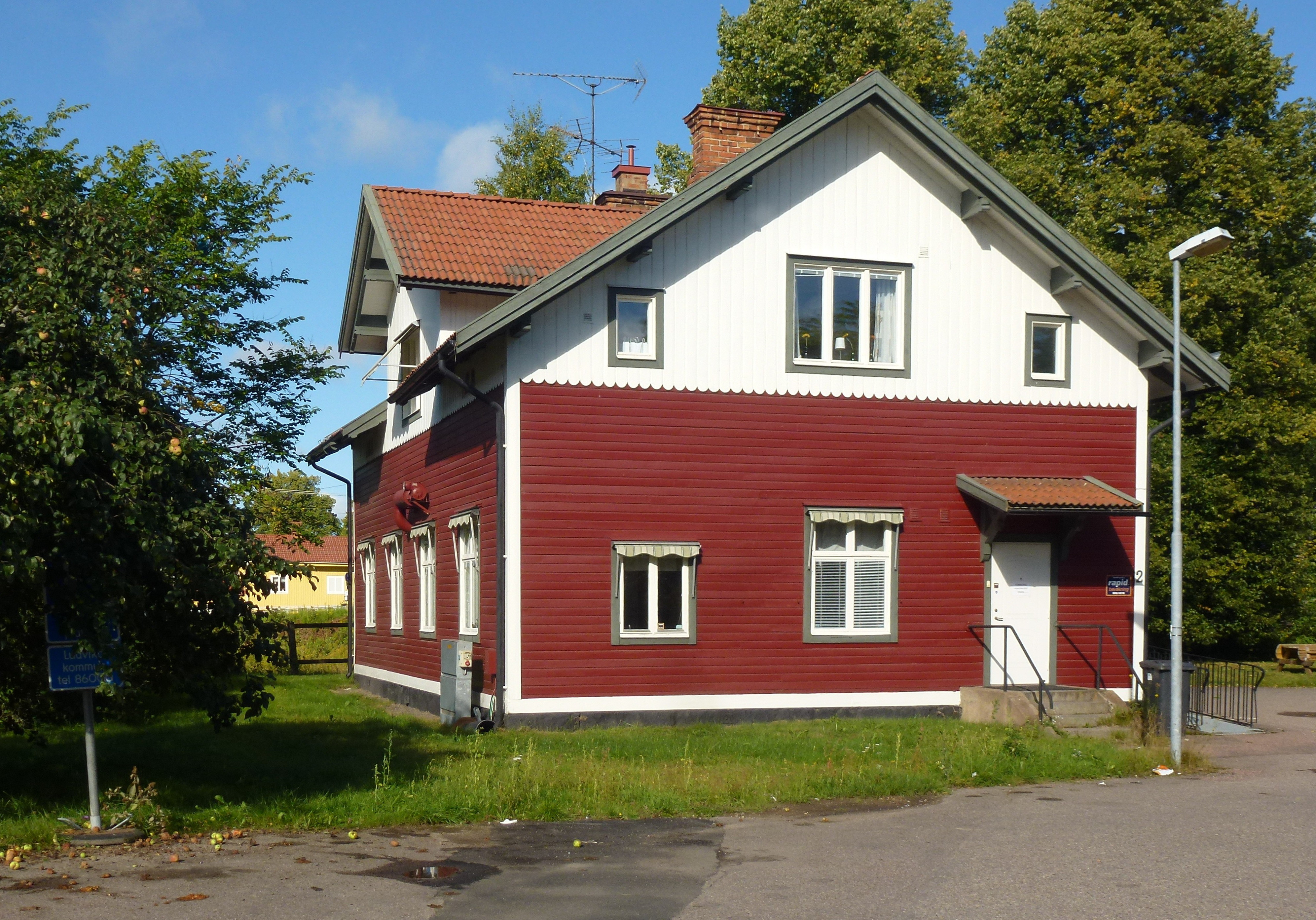
Ludvika stationshus 2013

## Andra banor
FLJ trafikerade även andra banor:
- Storå–Guldsmedshyttans järnväg, 3,7 km. Från 1873.
- Bispåret Silverhöjden–Mossgruvorna, 12,5 kilometer. Från 1919.
- Bånghammar–Klotens järnväg 22 km. Från 1876.
- Bibanan Storå–Stråssa, 7 km. Från 1915.